# Petäjäsaari (ö i Finland, Södra Savolax, S:t Michel, lat 61,45, long 26,44)
Petäjäsaari är en ö i Finland. Den ligger i sjön Virma och i kommunen Pertunmaa i den ekonomiska regionen  S:t Michel och landskapet Södra Savolax, i den södra delen av landet, 160 km nordost om huvudstaden Helsingfors. Öns area är 0,5 hektar och dess största längd är 120 meter i nord-sydlig riktning.